# Hans-Jürgen Rückborn
Hans-Jürgen Rückborn, né le 8 octobre 1940 à Stendal (Saxe-Anhalt), est un athlète allemand spécialiste du triple saut et qui a participé aux Jeux olympiques d'été pour la République démocratique allemande.
Son plus grand succès est son titre de vice-champion d'Europe obtenu en 1966. Il n'était qu'à un centimètre du titre obtenu par le Bulgare Georgi Stoikovski. Rückborn a été le premier athlète allemand à obtenir une médaille au triple saut lors d'une grande compétition internationale.
Il avait pris part au sein de l'équipe unifiée d'Allemagne aux championnats d'Europe de 1962 (neuvième avec 15.11 m) et aux Jeux olympiques d'été de 1964 (huitième avec 16.09 m). En 1965 à la Coupe d'Europe des nations, il battait le détenteur du record du monde Józef Szmidt et remportait le concours.
Rückborn a été six fois champions de RDA, en 1961, 1963, 1965, 1967 en plein air et en 1966 et 1967 en salle. Il faisait partie du ASK Potsdam. En compétition, il pesait 78 kg pour une taille de 1.90 m.

## Palmarès

### Jeux olympiques d'été
- Jeux olympiques de 1964 à Tokyo ( Japon)
  - 8e au triple saut

### Championnats d'Europe d'athlétisme
- Championnats d'Europe d'athlétisme de 1966 à Budapest ( Hongrie)
  -  Médaille d'argent au triple saut

### Jeux européens d'athlétisme en salle
- Jeux européens d'athlétisme en salle de 1966 à Dortmund ( Allemagne de l'Ouest)
  - 4e au triple saut
- Jeux européens d'athlétisme en salle de 1967 à Prague ( Tchécoslovaquie)
  - 4e au triple saut

### Coupe d'Europe des nations d'athlétisme
- Coupe d'Europe des nations d'athlétisme de 1965 à Stuttgart ( Allemagne de l'Ouest)
  - 4e au classement général avec la République démocratique allemande
  - 1er au triple saut

## Sources
- (de) Cet article est partiellement ou en totalité issu de l’article de Wikipédia en allemand intitulé « Hans-Jürgen Rückborn » (voir la liste des auteurs).